# Административно-территориальное деление Белгородской области
Белгородская область была образована 6 января 1954 года Указом Президиума ВС СССР «об образовании в составе РСФСР Белгородской области». В неё вошли районы Курской (23) и Воронежской (8) областей, а также города областного подчинения Белгород и Старый Оскол. Белгородская область остаётся в первоначальных внешних границах со дня её основания, а внутренние границы подвергались неоднократному изменению.

## Административно-территориальное устройство
Согласно Уставу Белгородской области и Закону «Об административно-территориальном устройстве Белгородской области», субъект РФ включает следующие административно-территориальные единицы:
- 6 городов областного значения:
  - Белгород,
  - Алексеевка,
  - Валуйки,
  - Губкин,
  - Старый Оскол,
  - Шебекино;
- 21 район:

| - Алексеевский, - Белгородский, - Борисовский, - Валуйский, - Вейделевский, - Волоконовский, - Грайворонский, - Губкинский, - Ивнянский, - Корочанский, - Красненский, | - Красногвардейский, - Краснояружский, - Новооскольский, - Прохоровский, - Ракитянский, - Ровеньский, - Старооскольский, - Чернянский, - Шебекинский, - Яковлевский. |

За исключением Белгорода, города областного значения входят в состав административных районов.
В непосредственном подчинении города областного значения Валуйки находятся три сельских населённых пункта.
Помимо этого, согласно Закону «Об административно-территориальном устройстве Белгородской области», также выделяются т. н. административно-территориальные единицы муниципального образования (муниципальные (межмуниципальные), административные и сельские округа), из которых в перечне административно-территориальных единиц муниципальных образований перечислены муниципальные округа, соответствующие городским и сельским поселениям на момент принятия соответствующего постановления Белгородского облдумы от 10 декабря 2009 года с рядом дополнений от 2013, 2015 и 2020 годов.
На 25 июня 2020 года:
- 290 муниципальных округов
  - 100 на территории муниципальных районов, преобразованных в городские округа.

### Города областного значения и районы
| №                          | Административно- территориальная единица | Население (чел.) | Админ. центр       | Население центра (чел.) |
| -------------------------- | ---------------------------------------- | ---------------- | ------------------ | ----------------------- |
| Города областного значения |                                          |                  |                    |                         |
| 1                          | Белгород                                 | ↘321 761         | город Белгород     | ↘321 761                |
| 2                          | Алексеевка                               | ↘36 578          | город Алексеевка   | ↘36 578                 |
| 3                          | Валуйки                                  | ↘33 032          | город Валуйки      | ↘33 032                 |
| 4                          | Губкин                                   | ↘83 766          | город Губкин       | ↘83 766                 |
| 5                          | Старый Оскол                             | ↘215 937         | город Старый Оскол | ↘215 937                |
| 6                          | Шебекино                                 | ↘39 680          | город Шебекино     | ↘39 680                 |
| Районы                     |                                          |                  |                    |                         |
| 1                          | Алексеевский                             | ↘59 360          | город Алексеевка   |                         |
| 2                          | Белгородский                             | ↗191 744         | посёлок Майский    | ↗14 143                 |
| 3                          | Борисовский                              | ↘23 904          | пгт Борисовка      | ↘12 553                 |
| 4                          | Валуйский                                | ↗65 953          | город Валуйки      |                         |
| 5                          | Вейделевский                             | ↗21 332          | пгт Вейделевка     | ↗7347                   |
| 6                          | Волоконовский                            | ↘29 276          | пгт Волоконовка    | ↗10 426                 |
| 7                          | Грайворонский                            | ↘26 857          | город Грайворон    | ↘6179                   |
| 8                          | Губкинский                               | ↘112 690         | город Губкин       |                         |
| 9                          | Ивнянский                                | ↗21 650          | пгт Ивня           | ↗7134                   |
| 10                         | Корочанский                              | ↘35 883          | город Короча       | ↘5623                   |
| 11                         | Красненский                              | ↘11 358          | село Красное       | ↘2158                   |
| 12                         | Красногвардейский                        | ↘32 242          | город Бирюч        | ↘7114                   |
| 13                         | Краснояружский                           | ↘14 151          | пгт Красная Яруга  | ↗7957                   |
| 14                         | Новооскольский                           | ↘39 786          | город Новый Оскол  | ↘18 359                 |
| 15                         | Прохоровский                             | ↘27 106          | пгт Прохоровка     | ↗9790                   |
| 16                         | Ракитянский                              | ↘33 284          | пгт Ракитное       | ↘10 048                 |
| 17                         | Ровеньский                               | ↘22 764          | пгт Ровеньки       | ↗10 939                 |
| 18                         | Старооскольский                          | ↘249 329         | город Старый Оскол |                         |
| 19                         | Чернянский                               | ↘28 991          | пгт Чернянка       | ↘14 632                 |
| 20                         | Шебекинский                              | ↘85 151          | город Шебекино     |                         |
| 21                         | Яковлевский                              | ↗57 428          | город Строитель    | ↘23 780                 |

### История административно-территориального деления
- В 1954 году область делилась на 31 район: Алексеевский, Белгородский, Беленихинский, Боброво-Дворский, Больше-Троицкий, Борисовский, Будённовский, Валуйский, Вейделевский, Великомихайловский, Волоконовский, Грайворонский, Ивнянский, Корочанский, Краснояружский, Ладомировский, Микояновский, Никитовский, Ново-Оскольский, Прохоровский, Ракитянский, Ровеньский, Саженский, Скороднянский, Старо-Оскольский, Томаровский, Уколовский, Уразовский, Чернянский, Шаталовский и Шебекинский. Городами областного подчинения были Белгород и Старый Оскол.
- В 1957 году Будённовский район был переименован в Красногвардейский, Ладомировский — в Советский, Микояновский — в Октябрьский, Саженский — в Гостищевский, Уколовский — в Красненский.
- В 1959 году упразднён Боброводворский район; образован Губкинский район.
- В 1960 году городом областного подчинения стал Губкин.
- В 1963 году городами областного подчинения стали Алексеевка, Валуйки и Шебекино[13]. Упразднены Беленихинский, Больше-Троицкий, Великомихайловский, Волоконовский, Гостищевский, Грайворонский, Губкинский, Ивнянский, Красненский, Красногвардейский, Краснояружский, Никитовский, Октябрьский, Ровеньский, Скороднянский, Советский, Томаровский, Уразовский, Чернянский и Шаталовский районы. Однако вскоре началось их постепенное восстановление. Образован Грайворонский промышленный район.
- В 1964 году образованы Ивнянский и Красногвардейский районы.
- В 1965 году образованы Волоконовский, Губкинский, Ровеньский, Чернянский и Яковлевский районы. Упразднён Грайворонский промышленный район.
- В 1989 году образован Грайворонский район.
- В 1991 году образованы Красненский и Краснояружский районы.

## Муниципальное устройство
В рамках муниципального устройства области, в границах административно-территориальных единиц Белгородской области к 1 января 2020 года всего образовано 212 муниципальных образований:
- 9 городских округов,
- 13 муниципальных районов
  - 16 городских поселений
  - 174 сельских поселения.

### Городские округа и муниципальные районы
| №         | Флаг                                    | Герб                                    | Название                        | Карта | Центр             | Терр.   | Насел.    | ГП | СП  | Гор. | пгт | СНП  | НП   |
| --------- | --------------------------------------- | --------------------------------------- | ------------------------------- | ----- | ----------------- | ------- | --------- | -- | --- | ---- | --- | ---- | ---- |
| 1e-06     |                                         |                                         | Городские округа                |       |                   |         |           |    |     |      |     |      |      |
| 1         | Флаг Алексеевского района               | Герб Алексеевского района               | Алексеевский городской округ    |       | г. Алексеевка     | 1765,1  | 59 360    | —  | —   | 1    | —   | 89   | 90   |
| 2         | Флаг Белгорода                          | Герб Белгорода                          | Город Белгород                  |       | г. Белгород       | 153,1   | 321 761   | —  | —   | 1    | —   | —    | 1    |
| 3         | Флаг Валуйского района                  | Герб Валуйского района                  | Валуйский городской округ       |       | г. Валуйки        | 1709,6  | 65 953    | —  | —   | 1    | 1   | 95   | 97   |
| 4         | Флаг Грайворонского района              | Герб Грайворонского района              | Грайворонский городской округ   |       | г. Грайворон      | 853,8   | 26 857    | —  | —   | 1    | —   | 39   | 40   |
| 5         | Флаг Губкинского городского округа      | Герб Губкинского городского округа      | Губкинский городской округ      |       | г. Губкин         | 1526,6  | 112 690   | —  | —   | 1    | —   | 99   | 100  |
| 6         | Флаг Новооскольского района             | Герб Новооскольского района             | Новооскольский городской округ  |       | г. Новый Оскол    | 1401,0  | 39 786    | —  | —   | 1    | —   | 105  | 106  |
| 7         | Флаг Старооскольского городского округа | Герб Старооскольского городского округа | Старооскольский городской округ |       | г. Старый Оскол   | 1693,5  | 249 329   | —  | —   | 1    | —   | 64   | 65   |
| 8         | Флаг Шебекинского района                | Герб Шебекинского района                | Шебекинский городской округ     |       | г. Шебекино       | 1866,0  | 85 151    | —  | —   | 1    | 1   | 101  | 103  |
| 9         | Флаг Яковлевского района                | Герб Яковлевского района                | Яковлевский городской округ     |       | г. Строитель      | 1089,0  | 57 428    | —  | —   | 1    | 2   | 83   | 86   |
| 9.000002  |                                         |                                         | Муниципальные районы            |       |                   |         |           |    |     |      |     |      |      |
| 10        | Флаг Белгородского района               | Герб Белгородского района               | Белгородский район              |       | п. Майский        | 1474,7  | 191 744   | 3  | 21  | —    | 3   | 83   | 86   |
| 11        | Флаг Борисовского района                | Герб Борисовского района                | Борисовский район               |       | пгт Борисовка     | 650,4   | 23 904    | 1  | 9   | —    | 1   | 33   | 34   |
| 12        | Флаг Вейделевского района               | Герб Вейделевского района               | Вейделевский район              |       | пгт Вейделевка    | 1356,0  | 21 332    | 1  | 11  | —    | 1   | 62   | 63   |
| 13        | Флаг Волоконовского района              | Герб Волоконовского района              | Волоконовский район             |       | пгт Волоконовка   | 1287,7  | 29 276    | 2  | 12  | —    | 2   | 80   | 82   |
| 14        | Флаг Ивнянского района                  | Герб Ивнянского района                  | Ивнянский район                 |       | пгт Ивня          | 871,1   | 21 650    | 1  | 14  | —    | 1   | 39   | 40   |
| 15        | Флаг Корочанского района                | Герб Корочанского района                | Корочанский район               |       | г. Короча         | 1417,0  | 35 883    | 1  | 22  | 1    | —   | 126  | 127  |
| 16        | Флаг Красненского района                | Герб Красненского района                | Красненский район               |       | с. Красное        | 851,9   | 11 358    | —  | 10  | —    | —   | 44   | 44   |
| 17        | Флаг Красногвардейского района          | Герб Красногвардейского района          | Красногвардейский район         |       | г. Бирюч          | 1762,6  | 32 242    | 1  | 14  | 1    | —   | 84   | 85   |
| 18        | Флаг Краснояружского района             | Герб Краснояружского района             | Краснояружский район            |       | пгт Красная Яруга | 479,2   | 14 151    | 1  | 7   | —    | 1   | 33   | 34   |
| 19        | Флаг Прохоровского района               | Герб Прохоровского района               | Прохоровский район              |       | пгт Прохоровка    | 1378,7  | 27 106    | 1  | 17  | —    | 1   | 134  | 135  |
| 20        | Флаг Ракитянского района                | Герб Ракитянского района                | Ракитянский район               |       | пгт Ракитное      | 900,9   | 33 284    | 2  | 11  | —    | 2   | 60   | 62   |
| 21        | Флаг Ровеньского района                 | Герб Ровеньского района                 | Ровеньский район                |       | пгт Ровеньки      | 1369,0  | 22 764    | 1  | 11  | —    | 1   | 49   | 50   |
| 22        | Флаг Чернянского района                 | Герб Чернянского района                 | Чернянский район                |       | пгт Чернянка      | 1192,0  | 28 991    | 1  | 15  | —    | 1   | 56   | 57   |
| 22.000003 |                                         |                                         | всего                           |       |                   |         |           |    |     |      |     |      |      |
| 22.000004 | Флаг Белгродской области                | Герб Белгородской области               | Белгородская область            |       | г. Белгород       | 27134,0 | 1 482 025 | 16 | 174 | 11   | 18  | 1557 | 1586 |

### Список глав муниципальных образований
| Муниципальное образование       | Ф.И.О. главы                      |
| ------------------------------- | --------------------------------- |
| Город Белгород                  | Демидов Валентин Валентинович     |
| Алексеевский городской округ    | Халеева Светалана Васильевна      |
| Белгородский район              | Круглякова Татьяна Петровна       |
| Борисовский район               | Переверзев Владимир Иванович      |
| Валуйский городской округ       | Дыбов Алексей Иванович            |
| Вейделевский район              | Самойлова Анжелика Васильевна     |
| Волоконовский район             | Бикетов Сергей Иванович           |
| Губкинский городской округ      | Лобазнов Михаил Александрович     |
| Грайворонский городской округ   | Бондарев Геннадий Иванович        |
| Ивнянский район                 | Щепин Игорь Анатольевич           |
| Корочанский район               | Нестеров Николай Васильевич       |
| Красненский район               | Полторабатько Александр Фёдорович |
| Красногвардейский район         | Руденко Галина Ивановна           |
| Краснояружский район            | Кутоманов Виталий Владимирович    |
| Новооскольский городской округ  | Миськов Андрей Егорович           |
| Прохоровский район              | Канищев Сергей Михайлович         |
| Ракитянский район               | Климов Анатолий Викторович        |
| Ровеньский район                | Киричкова Татьяна Владимировна    |
| Старооскольский городской округ | Жданов Владимир Николаевич        |
| Чернянский район                | Морозов Сергей Анатольевич        |
| Шебекинский городской округ     | Гриднев Андрей Николаевич         |
| Яковлевский городской округ     | Медведев Олег Александрович       |
| Белгородская область            | Гладков Вячеслав Владимирович     |